# Makalu
Le Makalu (népalais : मकालु ; chinois : 马卡鲁山, en pinyin : Mǎkǎlǔ Shān ; limbu : Makalungma) est un sommet culminant à 8 485 mètres d'altitude, à la frontière entre le Tibet, en Chine, et le Népal, dans l'Himalaya. Il constitue par son élévation le cinquième sommet du monde. Sa première ascension a été réussie le 15 mai 1955, deux ans après celle de l'Everest situé à moins de vingt kilomètres, par les Français Lionel Terray et Jean Couzy. Ses versants nord et sud font respectivement partie de la réserve naturelle du Qomolangma et du parc national de Makalu Barun.

## Toponymie
Le nom de la montagne pourrait venir du sanskrit Mahā-Kāla, qui signifie « grand noir », une déité du bouddhisme vajrayāna associée dans l'hindouisme à Shiva. Ce dernier peut s'avérer à la fois destructeur et préservateur.
Localement, il est parfois appelé Kumba karna, qui signifie « le géant ».

## Géographie

Animation représentant le Makalu en trois dimensions.

Le Makalu est situé à la frontière entre le Sud-Ouest de la Chine et le Nord-Est du Népal, entre la ville-préfecture de Shigatsé dans la région autonome du Tibet, au nord, et le district de Sankhuwasabha dans la province de Koshi, au sud. Il se trouve à environ 170 kilomètres à l'est de Katmandou, 230 kilomètres au sud-ouest de la ville de Shigatsé et 430 kilomètres à l'ouest-sud-ouest de Lhassa. Il s'élève à 8 485 mètres d'altitude dans le Mahalangur Himal, un massif de l'Himalaya,, ce qui en fait le cinquième sommet le plus élevé du monde,. Sa hauteur de culminance par rapport au Lhotse, plus proche sommet de plus de 8 000 mètres d'altitude à 17 kilomètres à l'ouest-nord-ouest, est de 2 378 mètres,. L'Everest est à 19 kilomètres dans une direction semblable. Il constitue un pic pyramidal à quatre faces. Il possède deux cimes secondaires : le Kangchungtse (de), ou Makalu II (7 678 m), sur son arête nord-nord-ouest, et la cime sud-est (7 860 m). Le Chomo Lonzo (7 790 m) se trouve à 5 kilomètres au nord-nord-est.

## Histoire
Le Makalu est exploré pour la première fois en 1921, depuis le Tibet, par la Royal Geographical Society à l'occasion de la mission de repérage financée par le Mount Everest Committee vers l'Everest. En 1952, après leur expédition de reconnaissance sur le Cho Oyu, les Britanniques Charles Evans et Eric Shipton et les Néo-Zélandais Edmund Hillary et George Lowe quittent la région du Khumbu en direction de l'est de la vallée et du glacier Barun et atteignent le site de l'actuel camp de base du Makalu, au sud de la montagne. Ils en rapportent les premières observations depuis le versant népalais.

### Plusieurs tentatives en 1954
Les premières tentatives d'ascension ont lieu en 1954, un an après la première de l'Everest. Une expédition américaine menée par William E. Siri gravit l'arête sud-est jusqu'à près de 7 100 mètres d'altitude,. Des alpinistes britanniques menés par Edmund Hillary parviennent à 6 500 mètres d'altitude en direction du col Nord,. L'expédition de reconnaissance française est menée par Jean Franco. Elle comprend notamment Jean Bouvier, Jean Couzy, Pierre Leroux, Guido Magnone et Lionel Terray, ainsi que Jean Rivolier (médecin) et l'abbé Pierre Bordet (géologue). L'équipe trouve la « clé » du sommet, en entrevoyant un passage par le versant chinois. Elle parvient au col Nord (7 410 m) le 15 octobre. Profitant de l'occasion, Franco, Terray et les sirdars Gyalzen et Pa Norbu réalisent la première ascension du Kangchungtse, le 22 octobre,, puis Terray et Couzy celle du Chomo Lonzo, le 30 octobre.

### Première ascension
Au printemps 1955 l'expédition française est de retour au Makalu, quasiment à l'identique avec l'ajout des alpinistes Serge Coupé et André Vialatte, d'un second géologue, Michel Latreille, et du médecin André Lapras qui remplace Rivolier. Après avoir rejoint le camp de base le 4 avril, elle emprunte l'itinéraire imaginé l'année précédente, par le glacier Chago jusqu'au col Nord que Bouvier et Leroux atteignent le 9 mai, puis poursuivent dans le versant nord. Terray et Couzy réussissent à atteindre le sommet le 15, suivis par Franco, Magnone et Gyaltsen le 16 et enfin Bouvier, Coupé, Leroux et Vialatte le 17,.

### Ascensions ultérieures
Aucune autre expédition n'est lancée avant 1961, avec Hillary, laquelle doit renoncer à 8 350 mètres d'altitude dans la voie normale,,, puis 1969, avec une équipe japonaise chargée d'explorer l'arête sud-est,.
Cette dernière expédition permet, dès 1970, l'ouverture de cette voie par Yuchi Ozaki et Haijme Tanaka, menés par Yohei Ito,,.
Le 23 mai 1971, Bernard Mellet et Yannick Seigneur, dirigés par Robert Paragot, réalisent la première ascension du pilier ouest,,.
La première ascension sans oxygène artificiel est l'œuvre de Marjan Manfreda qui parvient au sommet le 6 octobre 1975 en compagnie de Stanislav Belak-Srauf par une nouvelle voie dans la face sud, dite « des Yougoslaves ». Cinq autres membres de l'expédition, menée par Aleš Kunaver, atteignent le sommet entre le 8 et le 11,,,.
Le 24 mai 1976, le pilier sud est vaincu par les Tchèques Karel Schubert et Milan Kriššák, menés par Ivan Galfi, qui avait déjà effectué une première tentative endeuillée dans la face sud trois ans auparavant. Schubert meurt à son tour après avoir bivouaqué près du sommet. Cette voie n'a jamais été répétée en date de 2009,,.
Le 15 octobre 1981, Jerzy Kukuczka réussit la première ascension en solitaire, en style alpin et sans oxygène, par l'arête nord-ouest intégrale, quelques jours après un nouvel échec avec ses compagnons d'expédition dans la face ouest,,.
Le 27 avril 1988, Marc Batard établit un record d'ascension en moins d'une journée, par le pilier ouest. Le 6 octobre 1989, Pierre Béghin ouvre une voie directe en face sud, en solo à partir de 7 100 mètres d'altitude et sans oxygène ; après un bivouac à 8 050 mètres, il redescend par la face nord où il essuie deux avalanches.
Le 18 mai 1990, l'Américaine Kitty Calhoun-Grissom est la première femme à atteindre le sommet, en compagnie de John Schutt, par le pilier ouest,.
Le 21 mai 1997, après sept tentatives infructueuses, la face ouest directe est finalement vaincue par une expédition russe menée par Sergei Efimov. Alexei Bolotov, Youri Ermachek, Dimitri Pavlenko, Igor Bugachevski et Nikolai Jiline parviennent au sommet, sans oxygène,,. Ils reçoivent le Piolet d'or 1998 pour cet exploit.
Le 27 janvier 2006, Jean-Christophe Lafaille perd la vie en voulant réaliser la première ascension hivernale, en solitaire. C'est finalement l'Italien Simone Moro et le Kazakh Denis Urubko qui y parviennent le 9 février 2009, en style alpin,.
Le 10 mai 2022, les Équatoriens Karl Egloff et Nico Miranda s'élancent du camp de base avancé à 5 700 mètres. Ils effectuent l'ascension par la voie normale et atteignent le sommet en 17 h 18 sans utiliser d'oxygène, établissant ainsi un nouveau record d'ascension.

## Activités

### Ascension

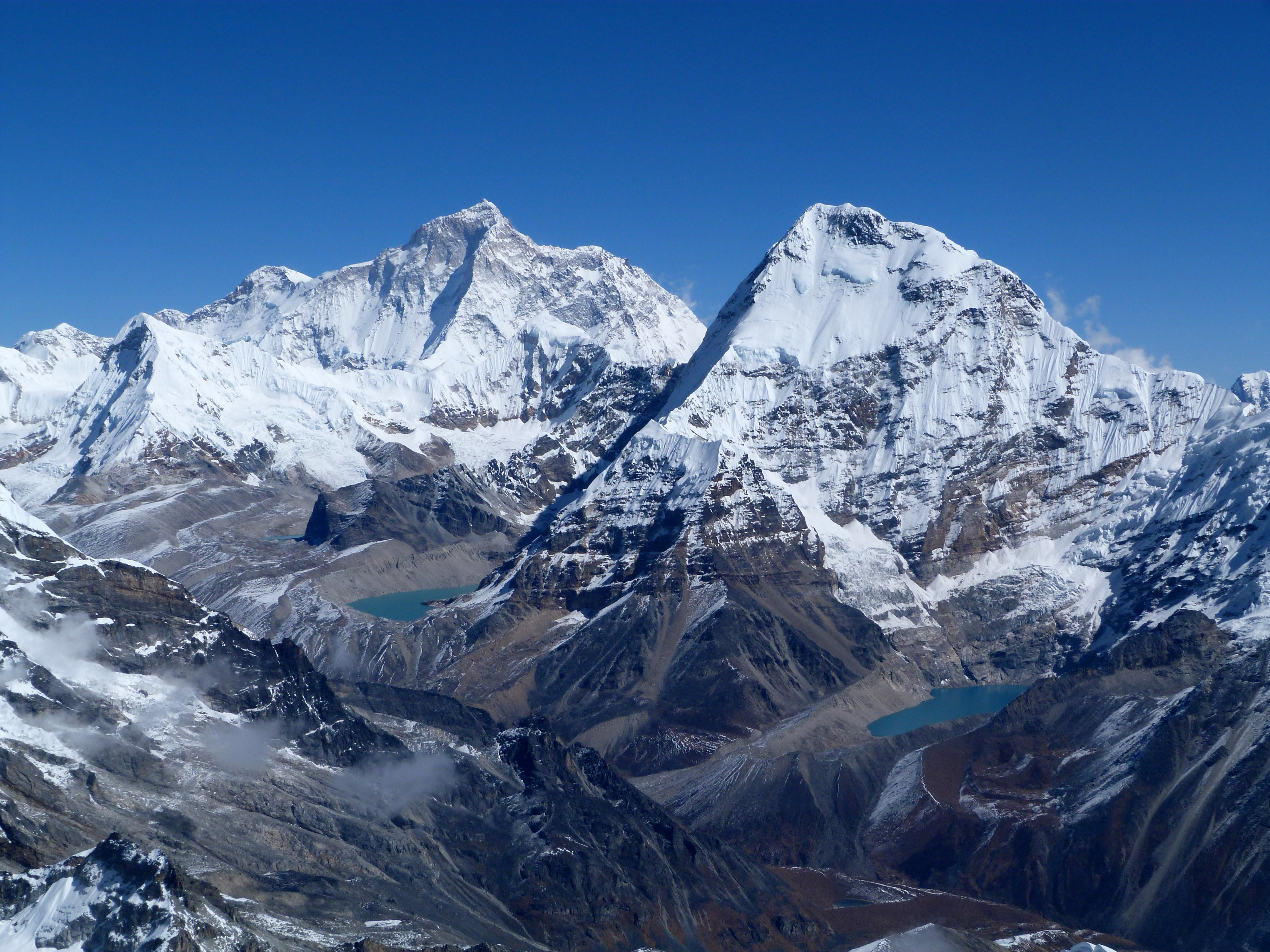
Vue depuis le sud-ouest (à gauche).

Le Makalu est considéré par les alpinistes comme l'un des sommets les plus techniques de l'Himalaya. Plusieurs itinéraires et variantes ont été ouverts, parmi les principaux : le versant nord, dit de « l'arête nord-ouest » (ou nord-nord-ouest) après son franchissement au col Nord (ou Makalu La), qui constitue la voie normale, l'arête sud-est, la face sud, le pilier sud, l'arête ouest (ou ouest-sud-ouest, dite aussi pilier ouest) et la face ouest, considérée comme la plus difficile,.
Fin 2009, 323 alpinistes, incluant les guides, étaient parvenus au sommet,, dont 15 femmes ; 194 l'étaient sans oxygène, ; 29 étaient décédés au cours de l'ascension,. À cette date, 263 alpinistes étaient parvenus au sommet par la voie normale. Hormis le Népal avec 63 alpinistes au sommet, c'est l'Espagne qui était alors en tête avec 32 alpinistes.

### Protection environnementale
Le Makalu est protégé depuis 1992 au sein du parc national de Makalu Barun qui couvre sur le versant népalais 1 500 km2 auxquels s'ajoutent 830 km2 de zone tampon,. En outre, le versant tibétain fait partie depuis 1989 de la réserve naturelle du Qomolangma qui couvre 33 800 km2, et a été déclarée réserve de biosphère de l'UNESCO en 2004.